# Rohozná (Brezno)
Rohozná je místní část města Brezno. Leží v Breznianské kotlině, na pravém břehu říčky Rohozná, v nadmořské výšce 535 m n. m.
Nachází se 7 km východně od centra města na silnici II/530 a u železniční trati č. 163. Nachází se tam železniční zastávka.